# Maskroslövfly
Maskroslövfly, Hoplodrina blanda är en fjärilsart som beskrevs av Michael Denis och Ignaz Schiffermüller, 1775. Maskroslövfly ingår i släktet Hoplodrina och familjen nattflyn, Noctuidae. Arten har livskraftiga, (LC) populationer i både Sverige och Finland. En underart finns listad i Catalogue of Life, Hoplodrina blanda robusta Boursin, 1940.

## Bildgalleri

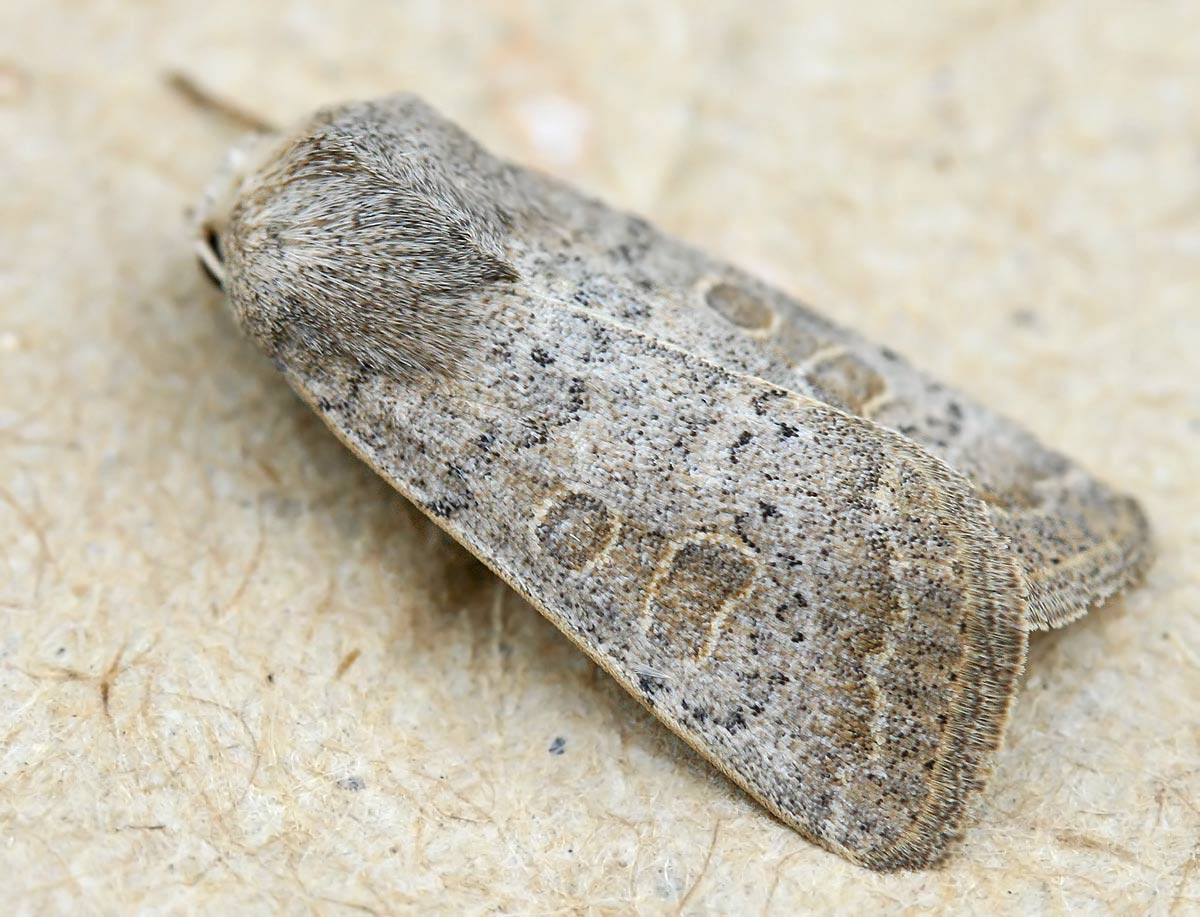
Imago fjäril
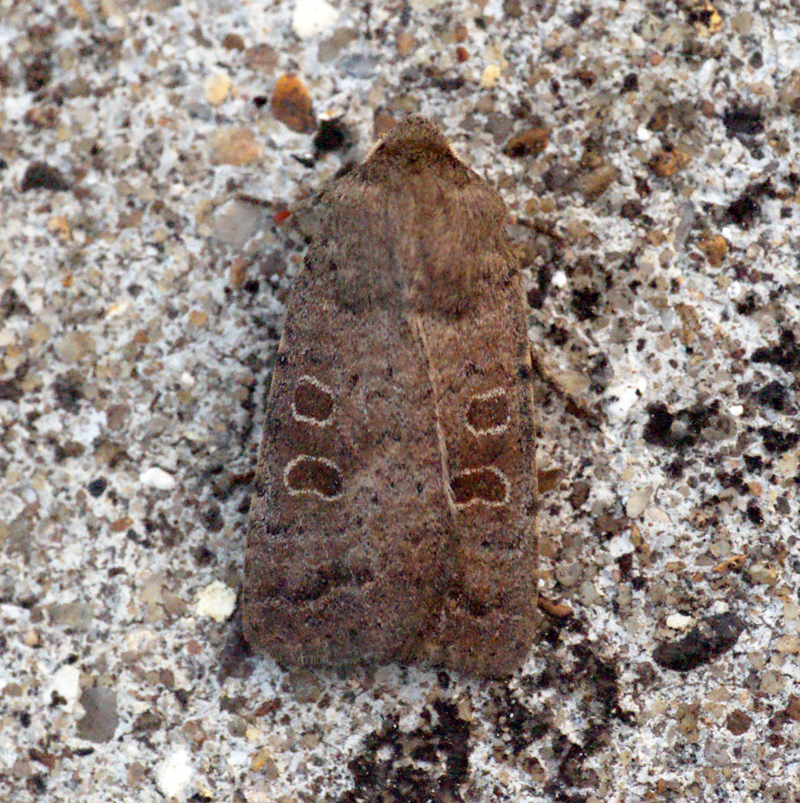
Imago fjäril
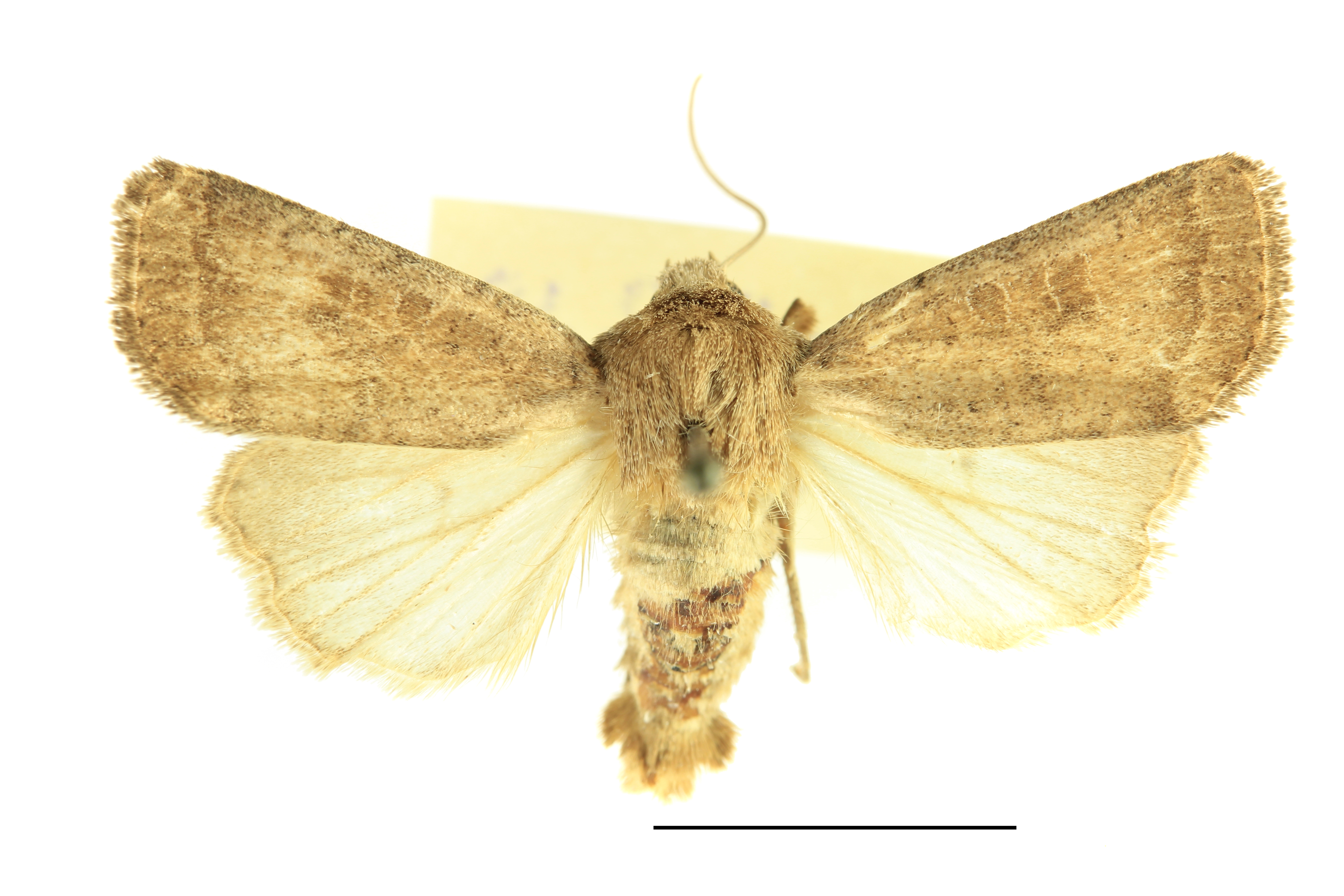
Preparerad (uppnålad) imago fjäril